# Delphine Lansac
Pour les articles homonymes, voir Lansac.
Delphine Lansac, née le 18 juillet 1995 à Lyon, est une joueuse de badminton française spécialiste du double dames et du simple dames. Elle est licenciée au badminton club d'Oullins et s'entraîne à l'INSEP.

## Biographie

### Ses débuts
Delphine Lansac commence le badminton à l’âge de 6 ans au badminton club d’Oullins, après avoir pratiqué ce sport dans un cadre familial. Le badminton a tout de suite été un coup de cœur pour elle. 
Prise en main par ses entraîneurs Sylvain Janier-Dubry et son père Christian Janier-Dubry, elle s’illustre rapidement sur des compétitions départementales et régionales jeunes. À l’âge de 11 ans, Delphine participe à son premier championnat de France jeunes à Mont-de-Marsan, où elle perd en quart de finale contre Laura Tyberghein.    
En 2008, lors des championnats de France jeunes à Lyon, Delphine Lansac réalise le triplé en remportant le simple dames, le double dames avec Héloïse Le Moulec et le double mixte avec Jordan Corvée, ce qui lui ouvre les portes de l’équipe de France jeune chez les U15 (- de 15 ans). Elle commence les compétitions internationales à l’âge de 13 ans en faisant notamment le tournoi des 8 nations minimes en 2009 et 2010. Ces expériences l’ont fait grandir et ont confirmé son rêve et son objectif de devenir championne olympique.  
En catégorie cadet (U17), Delphine remporte le tournoi des 6 nations et décroche une médaille de bronze en simple dames aux championnats d’Europe (Caldas da Rhaina, Portugal). De plus, elle gagne son premier tournoi International en étant surclassée en Junior (U19) lors du Swiss Junior International (Lausanne). Pendant la même saison, elle termine 3e des championnats de France senior à l’âge de 16 ans (Montauban), ce qui lui permet d’obtenir sa première sélection en équipe de France senior pour l’Uber Cup (championnats d’Europe par équipes féminines).  
Elle devient pour la première fois championne de France junior en simple dames et double dames avec Anne Tran à l’âge de 17 ans. Ayant trouvé une certaine maturité dans son jeu, elle remporte plusieurs tournois juniors internationaux. Sous les couleurs de la France, elle obtient une médaille de bronze aux championnats d’Europe juniors en simple dames et une médaille d’argent par équipes. Rapidement, elle remporte successivement les deux tournois internationaux senior (Irish Futur Séries et le Romanian International). Ces résultats lui permettent d'intégrer le top 100 mondial alors qu’elle a seulement 18 ans.

### Numéro 1 française
Après s’être entraînée trois ans au Pôle espoir jeunes de Voiron, puis trois ans au Pôle France jeunes de Strasbourg, elle intègre l’INSEP en 2014. Fidèle à son club d’origine depuis toujours (Badminton Club d’Oullins), elle évolue avec son équipe dans la meilleure division nationale (Top 12) depuis deux ans. S’illustrant en double dames (meilleur classement mondial : 36e avec Émilie Lefel), elle participe à ses premiers championnats du monde (Jakarta) en double dames et simple dames. À la suite de cette expérience, Delphine se spécialise en simple dames tout en intégrant dans son jeu ses acquis du double. 
Dès lors, elle progresse au classement mondial, en se situant autour de la 70e place.  
Juin 2015 est marqué par l’arrivée de l’ancien numéro 1 mondial, Peter Gade, en tant que directeur de la performance au sein de la Fédération française de badminton. C’est désormais avec un nouveau staff qu’il dirige les entraînements du collectif France à l’INSEP. Fort de son expérience dans le haut niveau, il travaille avec Delphine en vue de la qualification pour les Jeux olympiques de Rio en 2016.

## Palmarès

### Championnats d'Europe Juniors
| Année | Adversaire     | Score       | Résultat       |
| ----- | -------------- | ----------- | -------------- |
| 2013  | Stefani Stoeva | 18-21, 8-21 | Demi-finaliste |

#### International
- Médaille d'argent aux championnats d'Europe Juniors par équipes 2013[3].
- Irish Future Series 2013 (Irlande) en simple dames[6].
- XX Peru Internacional 2015 (Pérou) en double dames associée à Émilie Lefel[7].
- Victoire Polish Open (2016)
- Participation aux Jeux olympiques de Rio 2016
- YONEX Estonian International 2017 (Estonie) en simple dame[8].

#### National
- Championne de France en simple dames 2013 et 2017
- Triple championne de France en double dames : en 2013 associée à Anne Tran, 2014 associée à Stacey Guérin et 2015 associée à Émilie Lefel.